# Люк-де-Беарн
Люк-де-Беа́рн (фр. Lucq-de-Béarn) — коммуна во Франции, находится в регионе Аквитания. Департамент — Атлантические Пиренеи. Входит в состав кантона Кёр-де-Беарн. Округ коммуны — Олорон-Сент-Мари.
Код INSEE коммуны — 64359.

## География

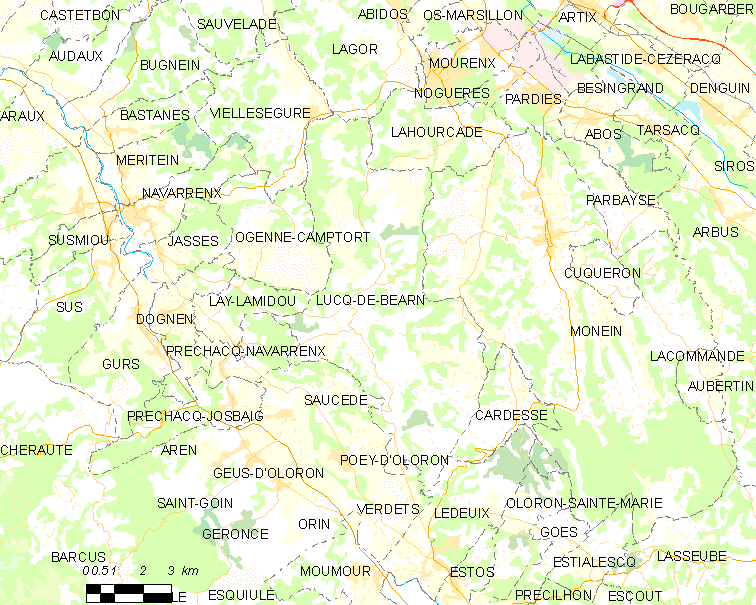
Карта коммуны

Коммуна расположена приблизительно в 670 км к югу от Парижа, в 175 км южнее Бордо, в 24 км к западу от По.

### Климат
Климат тёплый океанический. Зима мягкая, средняя температура января — от +5°С до +13°С, температуры ниже −10 °C бывают редко. Снег выпадает около 15 дней в году с ноября по апрель. Максимальная температура летом порядка 20-30 °C, выше 35 °C бывает очень редко. Количество осадков высокое, порядка 1100 мм в год. Характерна безветренная погода, сильные ветры очень редки.

## Население
Население коммуны на 2010 год составляло 972 человека.
| 1962 | 1968 | 1975 | 1982 | 1990 | 1999 | 2010 |
| ---- | ---- | ---- | ---- | ---- | ---- | ---- |
| 1220 | 1100 | 1021 | 1007 | 933  | 968  | 972  |

## Администрация
| Период | Период | Фамилия               | Партия | Примечания |
| ------ | ------ | --------------------- | ------ | ---------- |
| 1995   | 2001   | Жозеф Домек           |        |            |
| 2001   | 2020   | Альбер Лассер-Бисконт |        |            |

## Экономика
В 2010 году среди 587 человек трудоспособного возраста (15-64 лет) 439 были экономически активными, 148 — неактивными (показатель активности — 74,8 %, в 1999 году было 70,0 %). Из 439 активных жителей работали 416 человек (237 мужчин и 179 женщин), безработных было 23 (6 мужчин и 17 женщин). Среди 148 неактивных 35 человек были учениками или студентами, 69 — пенсионерами, 44 были неактивными по другим причинам.

## Достопримечательности
- Аббатство XII века. Исторический памятник с 1984 года[4]
- Церковь Св. Винсента (XI век)[5]